# Christin Johansson (fackföreningsledare)
Christin Johansson, född 1964, var under åren 2001-2012 förbundsordförande i Akademikerförbundet SSR. Hon är utbildad och auktoriserad socionom och har arbetat som sådan sedan 1986. Hon är anställd i Svalövs kommun.